# Karin Jimfelt-Ghatan
Karin Margareta Jimfelt-Ghatan, född 11 januari 1961 i Stockholm, död 4 februari 2022, var en svensk kläddesigner och entreprenör.  

## Biografi
Karin Jimfelt-Ghatan utexaminerades från American College i London med en Bachelor of Arts i "Fashion Merchandising" ("modeaffärsutveckling") 1983. Hon arbetade inom konfektionsföretag som Peak Performance och Bondelid. 
År 2002 mötte hon Per Holknekt och utvecklade tillsammans med honom varumärket Odd Molly, vilket sedan dess vuxit till ett internationellt, prisbelönt  framgångsföretag, introducerat på Stockholmsbörsen 2007 och med henne som medgrundare, delägare och chefsdesigner. För sitt arbete erhöll de  en rad priser och utmärkelser, delat med medgrundaren och finansiären Christer Andersson. År 2013 valde både hon och Per Holknekt att lämna Odd Molly för att gå vidare och utveckla nya konceptriktningar. Året därpå grundade hon och Holknekt nya varumärket Non Sense i en mörkare 1970-talsinspirerad ton. Dess första kollektion lanserades i Köpenhamn våren 2015. I Non Sense samarbetade hon också bland andra med sin dotter och meddesigner, Vida Jimfelt.

## Priser och utmärkelser (personliga och för företaget)
- 2003 – Nominerade till Guldlådan för bästa direktreklam–lansering
- 2004 – Finalist vid ISPO Brand New Awards i München
- 2005 – Vinnare av International Baltic Fashion Awards (Prêt-á-porter) i Tyskland
- 2007 – Utmärkelsen Export Hermes av Stockholms Handelskammare för extremt framgångsrik export
- 2007 – Utsedd till "Årets kvinna" av tidningarna Damernas värld respektive Hennes
- 2007 – Prisad som "Årets stjärnskott i svenskt affärsliv" av Ernst & Young och SEB
- 2008 – Prisad som "Årets varumärke" av Svensk Handel
- 2008 – Guldknappen för Bästa design
- 2010 - "Årets bolagsgrundare" tillsammans med Per Holknekt och Christer Andersson, framröstade av Founders Alliance
- 2010 - "Årets leverantör av ungt mode" vid Elles modegala
- 2010 - "Bästa nya butik, Los Angeles". Framröstad av LA Magazine
- 2011 – "Bästa inredningskoncept" för butiken på Humlegårdsgatan i Stockholm på Habits modegala 2011